# Ossago Lodigiano
Ossago Lodigiano is een gemeente in de Italiaanse provincie Lodi (regio Lombardije) en telt 1296 inwoners (31-12-2004). De oppervlakte bedraagt 11,7 km², de bevolkingsdichtheid is 111 inwoners per km².

## Demografie
Ossago Lodigiano telt ongeveer 488 huishoudens. Het aantal inwoners steeg in de periode 1991-2001 met 15,1% volgens cijfers uit de tienjaarlijkse volkstellingen van ISTAT.
| Jaar | Inwoneraantal |
| ---- | ------------- |
| 1991 | 1067          |
| 2001 | 1228          |

## Geografie
Ossago Lodigiano grenst aan de volgende gemeenten: Cavenago d'Adda, San Martino in Strada, Massalengo, Mairago, Villanova del Sillaro, Brembio, Borghetto Lodigiano.